# カヴァレラ・コンスピラシー
カヴァレラ・コンスピラシー（Cavalera Conspiracy）は、ブラジルのメタルシンガーであるマックス・カヴァレラ（Max Cavalera）が、2007年に立ち上げたヘヴィメタル・バンド。
ブラジル音楽界でも最大級の世界的成功を収めたメタルバンド「セパルトゥラ」。その中心メンバーであったマックスとイゴールのカヴァレラ兄弟が、マックスの同バンド脱退以後10年来続いた確執・対立を経て和解し、新たに立ち上げたサイド・プロジェクトである。
「カヴァレラの共謀」の名を冠するバンドには他に、ソウルフライのギタリストであるマーク・リゾ、フランスのヘヴィメタル・バンドであるゴジラのフロントマンを務めるジョー・デュプランティエがベーシストで参加しており、伯・米・仏3カ国の大物メタル・プレイヤーが結集したスーパー・グループの一面も持つ。元セパルトゥラのカヴァレラ兄弟の復活というトピックと共に、メタル・シーンにとって大きな話題を呼ぶバンドとして注目される。
2008年2月にメタルの老舗ロードランナー・レコードより、ファースト・アルバム『インフリクテッド』がリリースされ、翌年にはサマーソニック出演により来日公演を行っている。

## メンバー

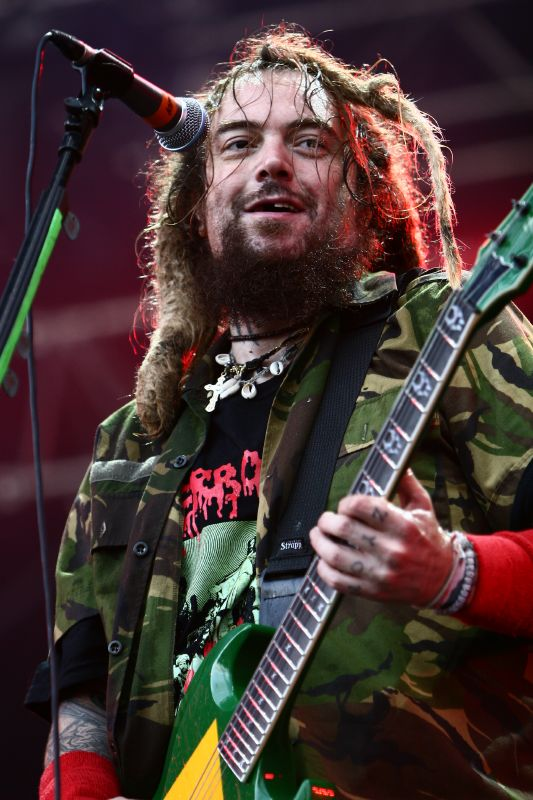
マックス・カヴァレラ

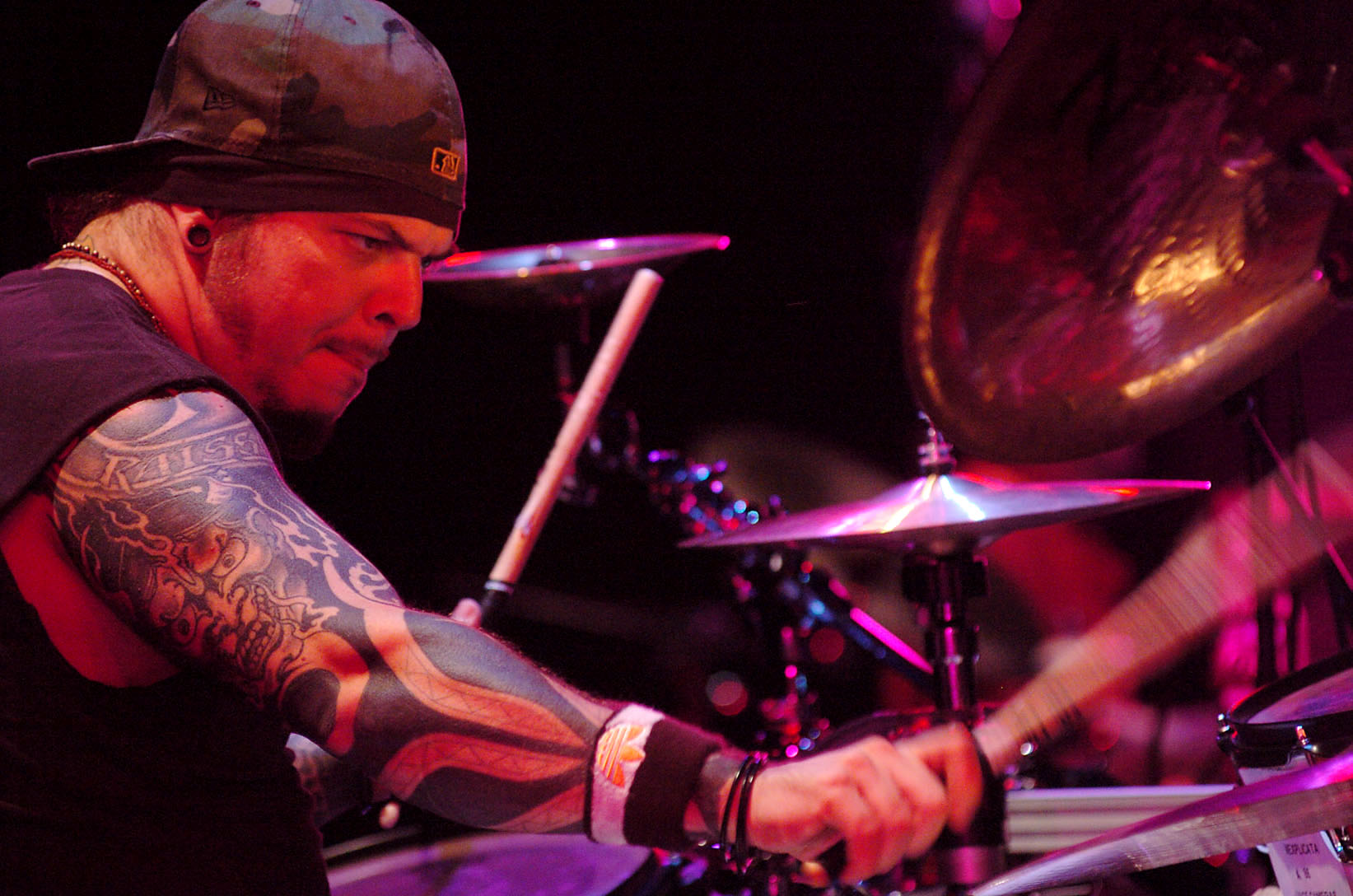
イゴール・カヴァレラ (2006年)

### 現在のメンバー
- マックス・カヴァレラ (Max Cavalera) - ボーカル、ギター
- イゴール・カヴァレラ (Iggor Cavalera) - ドラム

### 旧メンバー
- ジョー・デュプランティエ (Joe Duplanter) - ベース (2007年 - 2008年)
- マーク・リゾ (Marc Rizzo) - ギター (2007年 - 2021年)
- ジョニー・コウ (Johny Chow) - ベース (2008年 - 2012年、2015年 - 2016年)
- ネイト・ニュートン (Nate Newton) - ベース (2013年 - 2015年)

## ディスコグラフィ

### スタジオ・アルバム
- 『インフリクテッド』 - Inflikted (2008年)
- 『ブラント・フォース・トラウマ』 - Blunt Force Trauma (2011年)
- 『パンデモニウム』 - Pandemonium (2014年)
- 『サイコシス』 - Psychosis (2017年)

### カバー・アルバム
- 『モービッド・ヴィジョンズ』 - Morbid Visions (2023年) ※カヴァレラ名義。セパルトゥラ初期作品の再録版。
- 『ベスティアル・ディヴァステーション』 - Bestial Devastation (2023年) ※EP。カヴァレラ名義。セパルトゥラ初期作品の再録版。
- 『スキッツォフレニア』 - Schizophrenia (2024年) ※カヴァレラ名義。セパルトゥラ初期作品の再録版。